# Nacional FM
Nacional FM es una emisora de radio panameña que transmite en los 101.7 MHz del dial FM, sus estudios principales se ubican en Ciudad de Panamá.

## Historia
La idea de crear un medio de comunicación social que brindara apoyo al Sistema Educativo de Panamá se remonta a la década del cuarenta, cuando entra en vigencia la ley 47 de 1946 orgánica de Educación, que en su artículo 99 indica lo siguiente: “Autorizase al Ministerio de Educación para establecer, organizar y dirigir una radio estación, la cual se utilizará para fomentar y diseminar la cultura en sus diferentes aspectos.”
Desde su creación, un 27 de mayo de 1969, conocida en aquella época como Radio Libertad, esta entidad se convertiría en una de las más importantes del país.
En 1999, se mudan a unas nuevas y modernas instalaciones de 3 pisos donde continúan operando actualmente.
En 2005, pasa a formar parte del Sistema Estatal de Radio y Televisión, en conjunto con su emisora hermana Crisol FM y el canal de televisión SERTV.
Desde el 2009, transmite en simultáneo su señal en la banda AM, con diferentes frecuencias en todo el país.
En 2016, su señal cambio a la frecuencia 101.7 Mhz para las provincias de Panamá, Colón, Darién debido a un re ordenamiento nacional de frecuencias llevado a cabo por el Gobierno de Panamá.
Actualmente opera 3 frecuencias en la banda FM y 5 frecuencias en la banda AM en todo el territorio panameño.

## Programación
Transmite de forma ininterrumpida las 24 horas del día, cuenta con una serie de programas propios y otros son contenidos que retransmite del canal SERTV.
Además, en sus espacios libres de programas se emite música de géneros como; Salsa, Merengue, Típico entre otros.

### Espacios Informativos
- Noticiero Nacional FM

- Analizando
- La Hora 9
- Yo me informo

### Espacios Deportivos
- Actualidad deportiva
- Liga de Béisbol de Panamá
- Partidos de la Selección de Fútbol de Panamá

### Transmisiones Especiales
- Eventos o anuncios especiales del Gobierno de Panamá

## Eslóganes
- 1969-Actualidad: Una señal para todos